# Nati nel 1740
| Questa pagina contiene informazioni ricavate automaticamente dalle voci biografiche con l'ausilio del template Bio e di un bot. L'aggiornamento è periodico e automatico e ricostruisce completamente la pagina. Se manca una persona in questa lista, sei pregato di non aggiungerla, ma accertati piuttosto che la sua voce biografica contenga il template Bio e che i dati anagrafici siano correttamente compilati. Se il template Bio manca, inseriscilo tu stesso o, in alternativa, metti l'avviso {{tmp\|Bio}} che ne segnala la mancanza. Se i dati riportati sono sbagliati, correggi direttamente la voce biografica; le modifiche saranno visibili in questa lista entro pochi giorni. Per chiarimenti vedi il progetto biografie. La lista contiene solo le 174 persone che sono citate nell'enciclopedia e per le quali è stato implementato correttamente il template Bio. Pagina aggiornata al 10 ago 2025. |

## Gennaio(4)
- 4 gennaio - Ernestina Augusta di Sassonia-Weimar, principessa († 1786)
- 7 gennaio - Nicolas-Joseph Beaurepaire, militare francese († 1792)
- 8 gennaio - Manuel Bayeu, pittore, architetto e monaco cristiano spagnolo
- 14 gennaio - Antonio Felice Zondadari, cardinale e arcivescovo cattolico italiano († 1823)

## Febbraio(18)
- 3 febbraio - Guillaume Lasceux, organista e compositore francese († 1831)
- 4 febbraio - Carl Michael Bellman, poeta e compositore svedese († 1795)
- 4 febbraio - Adam Philippe de Custine, generale francese († 1793)
- 9 febbraio - David Charpentier de Cossigny, militare e politico francese († 1801)
- 10 febbraio - Michele Araldi, medico e matematico italiano († 1813)
- 11 febbraio - Pierre-Victor Malouet, politico francese († 1814)
- 13 febbraio - Sophie Arnould, cantante e attrice teatrale francese († 1802)
- 15 febbraio - Juan Andrés, umanista, critico letterario e bibliotecario spagnolo († 1817)
- 15 febbraio - Alessandro Carli, nobile e letterato italiano († 1814)
- 15 febbraio - Ernst Eichner, compositore e fagottista tedesco († 1777)
- 15 febbraio - Giuseppe Gorani, avventuriero, scrittore e diplomatico italiano († 1819)
- 17 febbraio - John Sullivan, generale e politico statunitense († 1795)
- 17 febbraio - Horace-Bénédict de Saussure, alpinista e scienziato svizzero († 1799)
- 18 febbraio - Jacques Noël Sané, ingegnere francese († 1831)
- 19 febbraio - Giacomo Giorgio Angaran, politico italiano († 1791)
- 22 febbraio - Valentin Adamberger, tenore tedesco († 1804)
- 23 febbraio - Jacopo Alessandro Calvi, pittore italiano († 1815)
- 26 febbraio - Giambattista Bodoni, incisore e tipografo italiano († 1813)

## Marzo(10)
- 6 marzo - Angelo Paolo Carena, storico italiano († 1769)
- 6 marzo - Giovanni Meli, poeta e drammaturgo italiano († 1815)
- 7 marzo - Balthazar Georges Sage, chimico e mineralogista francese († 1824)
- 16 marzo - Johann Jacob Schweppe, inventore e imprenditore tedesco († 1821)
- 19 marzo - Teodoro Viero, editore e incisore italiano († 1819)
- 21 marzo - Francesco Luini, matematico e gesuita italiano († 1792)
- 27 marzo - Niklaus Franz von Bachmann, generale svizzero († 1831)
- 27 marzo - Stanislao Canovai, religioso, matematico e storico italiano († 1812)
- 29 marzo - Jean Samuel Guisan, ingegnere svizzero († 1801)
- 31 marzo - Charles Spencer, nobile e politico inglese († 1820)

## Aprile(7)
- 2 aprile - Armand-Gaston Camus, politico francese († 1804)
- 8 aprile - Bernard-René Jourdan de Launay, nobile e militare francese († 1789)
- 10 aprile - José Basílio da Gama, poeta brasiliano († 1795)
- 11 aprile - Francesco Daniele, filosofo, scrittore e letterato italiano († 1812)
- 18 aprile - Francis Baring, I baronetto Baring, banchiere inglese († 1810)
- 26 aprile - Jean-Jacques Paulet, medico e micologo francese († 1826)
- 27 aprile - Antoine Vestier, pittore francese († 1824)

## Maggio(13)
- 2 maggio - Paolo Morellati, compositore e organista italiano († 1807)
- 2 maggio - Nicholas Pocock, pittore inglese († 1821)
- 3 maggio - Ivan Ivanovič Michel'son, generale russo († 1807)
- 9 maggio - Giovanni Paisiello, compositore italiano († 1816)
- 12 maggio - Escrava Anastácia, brasiliana
- 13 maggio - Valerio Da Pos, poeta italiano († 1822)
- 15 maggio - Johann Georg Heinrich Feder, filosofo tedesco († 1821)
- 21 maggio - Gaspare Pacchierotti, cantante castrato italiano († 1821)
- 25 maggio - Hercules Mulligan, rivoluzionario irlandese († 1825)
- 27 maggio - Gaetano Maccà, abate e storico italiano († 1824)
- 28 maggio - Anna Aleksandrovna Islen'eva, nobildonna russa († 1794)
- 28 maggio - Fedot Ivanovič Šubin, scultore russo († 1805)
- 28 maggio - Jean-André Venel, medico svizzero († 1791)

## Giugno(11)
- 1º giugno - Giovanni Battista Rezzonico, cardinale italiano († 1783)
- 2 giugno - Marchese de Sade, scrittore, filosofo e drammaturgo francese († 1814)
- 3 giugno - Aubrey Beauclerk, V duca di St. Albans, nobile inglese († 1802)
- 6 giugno - Louis-Sébastien Mercier, scrittore e drammaturgo francese († 1814)
- 8 giugno - Gabriele Mario Piozzi, musicista, compositore e tenore italiano († 1809)
- 11 giugno - Luigi Gatti, compositore italiano († 1817)
- 17 giugno - Ludwig Ernst von Borowski, arcivescovo luterano tedesco († 1831)
- 20 giugno - Clément-Pierre Marillier, incisore e disegnatore francese († 1808)
- 22 giugno - Georg Ludwig von Edelsheim, politico e diplomatico tedesco († 1814)
- 24 giugno - Juan Ignacio Molina, naturalista, botanico e gesuita cileno († 1829)
- 27 giugno - John Latham, medico e naturalista inglese († 1837)

## Luglio(8)
- 10 luglio - Girolamo Baruffaldi, gesuita e letterato italiano († 1817)
- 10 luglio - Emanuele Moncada Oneto, nobile, politico e militare italiano († 1815)
- 12 luglio - Jacques Bernard d'Anselme, generale francese († 1814)
- 15 luglio - Archibald Hamilton, IX duca di Hamilton, nobile e politico scozzese († 1819)
- 22 luglio - Francesco Saverio Gualtieri, vescovo cattolico italiano († 1831)
- 27 luglio - Jeanne Baret, esploratrice francese († 1807)
- 31 luglio - Ignatius Mouradgea d'Ohsson, diplomatico, storico e orientalista armeno († 1807)
- 31 luglio - Marinus Willett, politico statunitense († 1830)

## Agosto(11)
- 2 agosto - Jean Baptiste Camille Canclaux, generale francese († 1817)
- 2 agosto - Anton Franz Lamberg-Sprintzenstein, diplomatico e collezionista d'arte austriaco († 1822)
- 7 agosto - Felice Piccaluga, organaro italiano († 1775)
- 10 agosto - Leopoldo III di Anhalt-Dessau, principe e duca († 1817)
- 10 agosto - Samuel Arnold, compositore, organista e musicologo inglese († 1802)
- 15 agosto - Matthias Claudius, scrittore e poeta tedesco († 1814)
- 18 agosto - Giovanni Cristofano Amaduzzi, abate, filologo classico e filosofo italiano († 1792)
- 23 agosto - Ivan VI di Russia, sovrano russo († 1764)
- 26 agosto - Fratelli Montgolfier, inventore francese († 1810)
- 30 agosto - Agostino Bossi, stuccatore italiano († 1799)
- 31 agosto - J. F. Oberlin, pastore protestante e filantropo francese († 1826)

## Settembre(6)
- 2 settembre - Johann Georg Jacobi, poeta tedesco († 1814)
- 6 settembre - Alessandro Filangieri, generale e politico italiano († 1806)
- 7 settembre - Fortunato Pinto, arcivescovo cattolico italiano († 1825)
- 7 settembre - Johan Tobias Sergel, scultore svedese († 1814)
- 17 settembre - John Hamilton Mortimer, pittore inglese († 1779)
- 23 settembre - Go-Sakuramachi, imperatrice giapponese († 1813)

## Ottobre(11)
- 3 ottobre - Jakov Borisovič Knjažnin, traduttore e drammaturgo russo († 1791)
- 7 ottobre - Samuel Webbe, compositore e organista inglese († 1816)
- 17 ottobre - András Dugonics, scrittore e drammaturgo ungherese († 1818)
- 20 ottobre - Carlo Francesco Maria Caselli, cardinale e arcivescovo cattolico italiano († 1828)
- 20 ottobre - Isabelle de Charrière, scrittrice olandese († 1805)
- 21 ottobre - Robert Abercromby, generale inglese († 1827)
- 29 ottobre - James Boswell, scrittore, giurista e aforista scozzese († 1795)
- 29 ottobre - Federico Augusto di Brunswick-Wolfenbüttel-Oels, generale prussiano († 1805)
- 31 ottobre - William Paca, politico statunitense († 1799)
- 31 ottobre - Giuseppe Antonio Slop, astronomo italiano († 1808)
- 31 ottobre - Philip James de Loutherbourg, pittore britannico († 1812)

## Novembre(7)
- 4 novembre - Augustus M. Toplady, predicatore e poeta inglese († 1778)
- 10 novembre - Maria Cunegonda di Sassonia, principessa sassone († 1826)
- 11 novembre - Jean Auguste de Chastenet de Puységur, arcivescovo cattolico francese († 1815)
- 13 novembre - Stephen Heard, militare statunitense († 1815)
- 14 novembre - Johann van Beethoven, tenore tedesco († 1792)
- 15 novembre - Gabriel Louis de Caulaincourt, militare e politico francese († 1808)
- 22 novembre - Thomas Knowlton, patriota statunitense († 1776)

## Dicembre(9)
- 6 dicembre - Nicola Spedalieri, filosofo e presbitero italiano († 1795)
- 13 dicembre - Franz Xaver Schnizer, compositore e organista tedesco († 1785)
- 15 dicembre - Carlo Rovelli, vescovo cattolico italiano († 1819)
- 16 dicembre - Goran Magnus Sprengtporten, politico finlandese († 1819)
- 17 dicembre - Francesco Pio Santi, vescovo cattolico italiano († 1799)
- 19 dicembre - Filippo Luigi Gonzaga, nobile italiano († 1762)
- 22 dicembre - Pieter van Braam, poeta olandese († 1817)
- 23 dicembre - Antonio Ludeña, matematico, fisico e gesuita spagnolo († 1820)
- 24 dicembre - Anders Johan Lexell, astronomo e matematico russo († 1784)

## Senza giorno specificato(59)
- Thomas Affleck, ebanista statunitense († 1795)
- Abd Allah I Al-Sabah, sovrano kuwaitiano († 1814)
- John Alcock, organista inglese († 1791)
- Germano Azzoguidi, medico italiano († 1814)
- John Bacon, scultore inglese († 1799)
- Lorenzo Baini, compositore italiano († 1814)
- Manon Balletti, francese († 1776)
- Michel-Honoré Bounieu, pittore e incisore francese († 1814)
- Angelo Maria Brunelli, scultore italiano († 1806)
- Charles-Auguste Böhmer, gioielliere tedesco († 1794)
- Giovanni Pietro Luigi Cacherano d'Osasco, generale e nobile italiano († 1831)
- Luigi Campovecchio, pittore e architetto italiano († 1804)
- Nicolas Capron, violinista e compositore francese († 1784)
- Carlo Chenchi, architetto italiano († 1815)
- François Chédeville, artista e artigiano francese († 1820)
- François Cointeraux, architetto francese († 1830)
- Domenico Conti Bazzani, pittore italiano († 1815)
- Peter Corcoran, pugile irlandese († 1784)
- Francesco Corneliani, pittore italiano († 1815)
- Luigi Cuccagni, presbitero, scrittore e giornalista italiano († 1798)
- Charles François Delamarche, geografo e cartografo francese († 1817)
- Evstratij Ivanovič Delarov, esploratore e mercante greco († 1806)
- Antonio Durazzini, medico e botanico italiano († 1810)
- Samuel Elbert, politico e generale statunitense († 1788)
- Elisabeth Olin, soprano svedese († 1828)
- Pietro Fabris, pittore italiano († 1792)
- Pasquale Fago, compositore e politico italiano († 1794)
- Evangelista Ferrari, pittore e architetto italiano († 1779)
- Philip Francis, politico irlandese († 1818)
- Jean-Baptiste André Gautier-Dagoty, pittore francese († 1786)
- Angelo Gottarelli, pittore italiano († 1813)
- Giuseppe Greco, scultore e architetto italiano († 1807)
- Francesco Gritti, poeta, scrittore e magistrato italiano († 1811)
- Lewis Hallam Jr., attore teatrale e direttore teatrale inglese († 1808)
- Richard Howly, politico statunitense († 1784)
- Giuseppe Jannacconi, compositore italiano († 1816)
- John Ker, nobile e letterato britannico († 1804)
- André-Joseph Lafitte-Clavé, militare francese († 1794)
- Francis Light, esploratore e ufficiale britannico († 1794)
- Edward Ligonier, I conte Ligonier, militare e nobile britannico († 1782)
- Branda de Lucioni, militare italiano († 1803)
- Gennaro Luzio, basso italiano
- Marco Marcola, pittore italiano († 1793)
- William Marlow, pittore britannico († 1813)
- Alexander Martin, politico statunitense († 1807)
- Jacob More, pittore scozzese († 1793)
- Nazir di Agra, poeta indiano († 1830)
- Charles O'Hara, generale britannico († 1802)
- Thomas Percival, medico inglese († 1804)
- Maria di Belgorod, russa († 1822)
- Vincenzo Emanuele Sergio, economista italiano († 1810)
- Anne Speke, nobildonna inglese († 1797)
- Aleksandr Nikolaevič Stroganov, politico russo († 1789)
- Ienăchiță Văcărescu, filologo, poeta e storico romeno († 1797)
- Vincenzo Vangelisti, incisore italiano († 1798)
- Thomas Walter, botanico statunitense († 1789)
- James Woodforde, prete inglese († 1803)
- Jean-Louis de Lolme, giurista e filosofo svizzero († 1806)
- Johann Hermann von Riedesel, viaggiatore tedesco († 1785)